# شبکه ورزش
شبکه ورزش یکی از شبکه‌های تلویزیونی دولتی کشور ایران است که در مجموعه صدا و سیمای ایران مدیریت می‌شود. مدیریت این شبکه بر عهده سینا معتضدی قرار دارد. این شبکه برخی از مسابقات ورزشی برگزار شده در ایران و جهان را پخش می‌کند. پخش برنامه‌های شبکه با فرمت FHD و کدک HEVC نیز از گیرنده‌های زمینی و ماهواره‌ای از ۹ آذر ۱۳۹۹ آغاز شد.
از ورزش‌هایی که شبکه ورزش پخش می‌کند، می‌توان فوتبال، بسکتبال، والیبال، فوتسال، هندبال، کشتی آزاد، کشتی فرنگی، تکواندو، کاراته، بوکس، موتورسیکلت‌رانی، اتومبیل‌رانی، اسب‌دوانی، والیبال ساحلی، فوتبال ساحلی، تنیس، پینگ پونگ، بدمینتون، جودو، بیلیارد، کوهنوردی، سنگ‌نوردی، شنا، روئینگ، ژیمناستیک، دوچرخه‌سواری، دو و میدانی، واترپلو، قایق‌رانی، شمشیربازی، تیراندازی با کمان، وزنه‌برداری و هاکی روی یخ را نام برد.
شبکه ورزش، از جمله لیگ‌های ایرانی، لیگ برتر خلیج فارس، لیگ آزادگان، جام حذفی ایران، لیگ برتر بسکتبال، لیگ برتر والیبال، لیگ برتر فوتسال، لیگ برتر هندبال و لیگ برتر کشتی آزاد را پخش می‌کند.
از جمله مسابقات فوتبال، شبکه ورزش، لیگ برتر خلیج فارس، لیگ آزادگان، جام حذفی ایران، لیگ قهرمانان آسیا، لیگ قهرمانان اروپا، لیگ اروپا، لیگ کنفرانس اروپا، سوپرجام اروپا، لیگ برتر انگلستان، لا لیگا، بوندس‌لیگا، سری آ، لیگ ۱ فرانسه، جام حذفی انگلستان، جام اتحادیه انگلستان، جام خیریه انگلستان، کوپا دل ری، سوپرجام اسپانیا، جام حذفی آلمان، سوپرجام آلمان، کوپا ایتالیا، سوپرجام ایتالیا، جام حذفی فرانسه، سوپرجام فرانسه و جام اتحادیه فرانسه را پخش می‌کند.

## تاریخچه
پس از اجرای سیستم پخش دیجیتال و گسترش این سیستم در ایران تعداد شبکه‌های سراسری افزایش یافت که در این راستا پس از افتتاح شبکه مستند، شبکه شما، شبکه بازار و شبکه نمایش، شبکه ورزش که از ۲۷ اسفند ۱۳۹۰ شروع به پخش آزمایشی خود نمود از ۲۸ تیر ۱۳۹۱ با حضور محمود احمدی‌نژاد ریاست جمهوری وقت ایران افتتاح رسمی شد.
شبکه ورزش از روز ۱۰ مرداد ۱۳۹۱ در استان‌ها روی فرستنده دوم قرار گرفت.
مدیریت این شبکه از سال ۱۳۹۹ تاکنون، بر عهده سینا معتضدی است.

## گسترهٔ پخش
این شبکه در اکثر مناطق ایران از طریق فرستنده‌های دیجیتال روی باند بسامد فرابالا پخش می‌شود. همچنین برنامه‌های این شبکه از طریق ماهواره بدر ۵ در سطح آسیا، اروپا و خاورمیانه پخش می‌شود. با این وجود در زمان پخش زنده مسابقات فوتبال، والیبال، بسکتبال، هندبال، تنیس و دیگر مسابقات ورزشی، تماشای آن فقط از طریق فرستنده‌های دیجیتال در داخل ایران ممکن است و به دلیل عدم رعایت حق پخش مسابقات، در فرکانس‌های ماهواره‌ای به‌جای پخش زنده رقابت‌های ورزشی مختلف، مستند ورزشی پخش می‌شود. دریافت برنامه‌های شبکهٔ ورزش رایگان است. این شبکه در طول ۲۴ ساعت شبانه‌روز فعال می‌باشد. برنامه‌های این شبکه از طریق اینترنت و سایت تلوبیون نیز به صورت رایگان پخش می‌شود.

## برنامه‌ها
- لذت فوتبال: این برنامه که در روزهای شنبه و یکشنبه و شب‌های برگزاری لیگ قهرمانان اروپا روی آنتن می‌رود، به پخش زنده و تحلیل و بررسی فوتبال‌های اروپایی می‌پردازد؛ و گاهی هم فوتبال‌های خاطره‌انگیز پخش می‌کند. مجری برنامه رسول مجیدی است
- فوتبال ۱۲۰ : این برنامه به پخش خلاصهٔ بازی‌های لیگ‌های اروپایی و حواشی آن می‌پردازد. این پنجشنبه‌ها ساعت ۲۱:۳۰ روی آنتن می‌رود.
- شب‌های فوتبالی: این برنامه به تجزیه و تحلیل و تفسیر بازی‌های لیگ برتر فوتبال ایران، جام حذفی و رقابت‌های مهم فوتبالی ملی می‌پردازد، مجری برنامه مهدی توتونچی است.
- ویدیوچک: با اجرای عبدالله روا برنامه‌ای طنز با موضوع ورزشی است که به حواشی فوتبال نیز می‌پردازد.
- فوتبال ۱: برنامه فوتبال یک تنها برنامه تخصصی لیگ آزادگان است که به تجزیه و تحلیل رقابت‌ها و پوشش کامل حواشی جذاب به همراه کارشناسی داوری در ایام برگزاری لیگ یک می‌پردازد. اجرای این برنامه بر عهده پوریا خسروی است.
- ۲۰۲۰: برنامه ۲۰۲۰ تنها برنامهٔ تخصصی فوتسال و فوتبال ساحلی تلویزیون است که با هدف به تصویر کشیدن رقابت‌ها و بررسی اخبار و حواشی آن به استقبال مخاطبان خود می‌رود. این برنامه به تهیه‌کنندگی بهنام آسایش و اجرای محمدرضا علیپور به صورت هفتگی سه‌شنبه شب‌ها ساعت ۲۰ مهمان علاقه‌مندان به ورزش فوتسال و فوتبال ساحلی است.
  - کادر فنی: این برنامه در روزهای سه شنبه تا پنج شنبه روی آنتن شبکه ورزش می‌رود و به بررسی مسائل روز ورزش ایران و سوژه‌ها و چالش‌های آن می‌پردازد و با حضور کارشناسان و بخش‌های متنوع، اتفاقات روز ورزش ایران را مورد بررسی قرار می‌دهد. اجرای این برنامه برعهده حافظ کاظم‌زاده می‌باشد.
- مثبت ورزش: این برنامه به ارتباط زنده تصویری و پوشش رویدادهای مهم ورزشی به صورت زنده می‌پردازد.
- دنیای ورزش: این برنامه به پخش خلاصه شدهٔ مسابقات ورزشی جهان می‌پردازد.
- مجله لیگ قهرمانان اروپا: این مجله با صدای حسین اسماعیلی، به مصاحبه با بازیکنان و مربیان حاضر در لیگ قهرمانان اروپا، بررسی این مسابقات و حواشی آن می‌پردازد.
- مثبت والیبال: برنامه مثبت والیبال علاوه بر پخش زنده مسابقات لیگ برتر والیبال به تحلیل و کارشناسی این رقابت‌ها می‌پردازد.
- کوه‌گشت: برنامه تخصصی کوه‌گشت به اتفاقات و رویدادهای کوه‌نوردی و صعودهای ورزشی می‌پردازد.
- دوربین ورزش: برنامه دوربین ورزش به پوشش رویدادهای مهم ورزشی اختصاص دارد.
- باشگاه: این برنامه قرار است مشوق و راهنمایی افراد برای انجام ورزش ارزان در منزل باشد و آن‌ها را تا رسیدن به تناسب اندام راهنمایی کند.
- جهان ورزش: این برنامه به پخش خلاصه بازی‌های ورزش‌های مهم دنیا در روز گذشته می‌پردازد.

## نشان‌واره‌ها

اولین نشان (۱۳۹۱–۱۳۹۲)
دومین نشان (۱۳۹۲–۱۴۰۰)
سومین نشان (۱۴۰۰–اکنون)